# Рю-дю-Ша-ки-Пеш
Рю-дю-Ша-ки-Пеш (фр. rue du Chat-qui-Pêche: улица Кота-Рыболова) — улица в 5-м округе Парижа, соединяющая набережную Сен-Мишель и улицу Юшет. Имея 1,80 м в ширину и 29 м в длину, считается самой узкой улицей Парижа (хотя это звание у неё оспаривает Сантье-де-Меризье (фр. Sentier des Merisiers) в XII округе) и одной из самых коротких.

## История
Улица известна с 1540 года. В то время набережной как таковой ещё не существовало, и улочка представляла собой лестницу, ведущую прямо к Сене. Первоначально она называлась rue des Étuves («Банная улица»), затем название сменилось на rue du Renard («Лисья»).
Существует несколько гипотез, объясняющих нынешнее название улицы. Широко известна легенда, согласно которой в XV веке на этой улице проживал каноник Дом Перле, имевший большого чёрного кота. Этот кот обладал удивительной способностью выуживать лапой рыбу из Сены. Поскольку Дом Перле пользовался весьма сомнительной репутацией — многие считали его алхимиком — предполагалось, что и с котом дело нечисто и что тут не обошлось без содействия самого дьявола.
Трое студентов решили, что Дом Перле, кот и дьявол — одно лицо. Поэтому они поймали кота и бросили его в Сену. После этого, действительно, Дом Перле на некоторое время исчез. Затем он появился вновь, заявив, что был в отъезде. А потом объявился и кот, и по-прежнему продолжал ловить в Сене рыбу.
Более реалистичная гипотеза возводит название улицы к вывеске лавки, находившейся на ней. Остроумный лавочник, изобразивший на вывеске кота с удочкой, использовал в названии игру слов: словосочетание «chat qui pêche» («кот, ловящий рыбу») звучит так же, как «chaque y pêche» («каждый здесь выудит [что-нибудь для себя]»).

## В искусстве
- Венгерская писательница Йолан Фёльдеш (венг. Földes Jolán), долгое время жившая в Париже, написала роман «Улица кота-рыболова», опубликованный в 1936 году и переведённый на многие языки мира[9][10].
- Аргентинский поэт Хуан Хельман упоминает улицу в своём стихотворении El botánico[11].
- Улице посвящена одноимённая песня швейцарской группы Recto Verso[12].
- Также ей посвящается стихотворение Николая Тихонова «Переулок кота-рыболова»[13].